# Ahmad Zaki Pasha

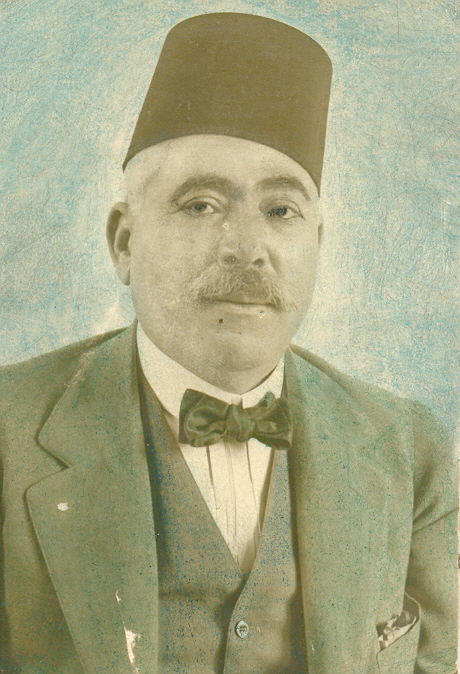
Ahmad Zaki Pasha.

Ahmad Zaki Pasha (Alejandría, 26 de mayo de 1867 – 5 de julio de 1934), fue un filólogo egipcio, llamado el Decano del Arabismo (en árabe: شيخ العروبة‎), y durante mucho tiempo secretario del Gabinete egipcio.

## Biografía
Nace en Alejandría, de padre marroquí y madre kurda. Asiste a las escuelas Qurabiyya y Tajhiziyya en El Cairo, y posteriormente ingresa a la Escuela de Administración. Siendo aun estudiante, toma un empleo como traductor para el gobierno provincial de Ismailia; en 1888, gracias a su dominio del idioma francés, ingresa a la oficina de prensa del Ministerio del Interior. Comienza a traducir y editar para Al Waqaea Al Masreya, enseña traducción e idioma árabe en el Institut Français d'Archéologie Orientale de El Cairo. En 1889 gana un concurso para el puesto de traductor del Gabinete egipcio, del cual se convierte en Secretario Adjunto en 1897. Entre 1911 y 1921 fue Secretario del Gabinete. Durante la Primera Guerra Mundial recodificó los procedimientos administrativos de Egipto en su carácter de protectorado británico.
Debido a su amplia gama de intereses y publicaciones se convierte en miembro del Institut d'Égypte, de la Royal Geographical Society y de la Royal Asiatic Society en Londres.